# 源義俊
源 義俊（みなもと の よしとし）は、平安時代後期の武士。源義綱の二男。母は藤原季定の娘。通称は宮次郎。

## 略歴
天仁2年（1109年）、河内源氏の棟梁であり、従兄弟でもある源義忠が暗殺されるという事件（源義忠暗殺事件）が発生し、弟・義明がその暗殺犯とされた。父・義綱はこれを受けて義俊を含めた息子らと共に近江国甲賀山（鹿深山）へ立て籠もるという行動に出た。
そこに棟梁を継いだ義忠の甥（弟とする説もある）源為義らが白河院からの追討命令を受けて攻めかかってきた。義俊は兄義弘が投身自殺をしたのを見届けると自らも同じく投身自殺を行った。